# Бозон Стари
Бозон Стари или Бозон от Арл (на френски: Boson l'Ancien; на немски: Boso von Arles, Boso der Alte; * ок. 800, † пр. 855) е граф на Арл, граф в Италия.
Бозон Стари е основател на династията Бозониди, която през 9 и 10 век управлява в Италия и Бургундия. Той е тъст на крал Лотар II от Лотарингия.

## Брак и потомство
Жени се за Ирментруда и има с нея четири деца:
- Бозон († 874/878), 870, граф на Италия; ∞ Енгелтруда или Енгилтруде от Орлеан, дъщеря на граф Матфрид
- Хугберт († 864 при Орбе), херцог на Горна Бургундия (Transjuranien), игумен на Saint-Maurice
- Теутберга († пр. 25 ноември 875), игуменка на Sainte-Glossinde в Метц, ∞ ок. 855, разведена 862, Лотар II крал на Лотарингия († 8 август 869 в Пиаченца) (Каролинги)
- Рихилда от Арл, ∞ Бувин, граф на Метц, 842/862 (Бувиниди), майка на Рихилда Прованска, която се омъжва на 22 ноември 870 за Карл II Плешиви.